# Seisen Jogakuin College
Il Seisen Jogakuin College è un'università privata di indirizzo cattolico con sede a Nagano, in Giappone.

## Storia
Il college fu fondato nel 1981 dalle Ancelle del Sacro Cuore di Gesù. Iniziò a offrire corsi universitari quadriennali nel 2003.